# Baila
Le baila est un genre populaire de musique à danser au Sri Lanka. Il est l'héritage de l'influence portugaise et de l'importation d'esclaves noirs, les cafres. C'est une musique créole métissée avec des influences européennes et indiennes. Resté longtemps discret et folklorique, il a acquis récemment un nouveau statut populaire, en se teintant notamment de musique calypso.